# جان جونتييه
جان جونتييه (مواليد 26 يناير 1942) هو مبارز بالسيف سويسري، مثّل بلاده في الألعاب الأولمبية الصيفية 1964.

## روابط رياضية
جان جونتييه على موقع أوليمبيديا (الإنجليزية)